# 一柳村
一柳村（いちやなぎむら）は、愛知県愛知郡にあった村。現在の名古屋市中川区の一部にあたる。

## 地理
庄内川の下流左岸に位置していた。

## 歴史
- 平安時代、この地には伊勢神宮の御厨（一楊御厨）が存在した[2]。
- 1889年（明治22年）10月1日、町村制の施行により、愛知郡東起村、法花村、中島新田、大蟷螂村、中須村が合併して村制施行し、一柳村が発足[1][2]。旧村名を継承した東起、法花、中島新田、大蟷螂、中須の5大字を編成[2]。
- 1901年（明治34年）大字中須・大蟷螂を愛知郡御厨村に編入[1][2]。3大字となる[2]。
- 1906年（明治39年）5月10日、愛知郡荒子村、御厨村と合併し、荒子村が存続して廃止された[1][2]。合併後、荒子村大字東起・法花・中島新田となる[2]。

### 地名の由来
中世の一楊御厨の地であったことから。

## 産業
- 農業[3]